# Glenea perakensis
Glenea perakensis là một loài bọ cánh cứng trong họ Cerambycidae.